# Chile International Challenge
Die Chile International Challenge ist eine offene internationale Meisterschaft von Chile im Badminton. Sie wurde erstmals 2015 ausgetragen.

## Turniergewinner
| Saison    | Herreneinzel      | Dameneinzel       | Herrendoppel          | Damendoppel           | Mixed                       |
| --------- | ----------------- | ----------------- | --------------------- | --------------------- | --------------------------- |
| 2015      | Pablo Abián       | Özge Bayrak       | Adrian Liu Derrick Ng | Eva Lee Paula Obanana | Phillip Chew Jamie Subandhi |
| 2016 2024 | nicht ausgetragen | nicht ausgetragen | nicht ausgetragen     | nicht ausgetragen     | nicht ausgetragen           |